# 于里·谢尔
于里·谢尔（瑞典語：Jyri Kjäll，1969年1月13日—），芬兰男子拳击运动员。他曾代表芬兰参加1992年夏季奥林匹克运动会拳击比赛，获得男子轻沉量级铜牌。他于2008年入选芬兰拳击名人堂。